# رودولف فون نوينبورج
رودولف فون نوينبورج Rudolf von Neuenburg (أو رودولف فون فينيس Rudolf von Fenis) (1158 - 1192) هو شاعر غزلي سويسري عاش في القرن الحادي عشر الميلادي.
وهو أحد أهم شعراء قصيدة الغزل الألمانية في العصور الوسطى.